# Wilson Ferreira Aldunate
Wilson Ferreira Aldunate (Nico Pérez, 28 de janeiro de 1919 — Montevidéu, 15 de março de 1988) foi um político uruguaio, considerado um dos principais líderes do Partido Nacional, desde a década de 1970 até sua morte, em 1988. 

## Biografia
Foi senador em 1962 e também Ministro da Pecuária, onde mostrou-se um dos maiores impulsores da Comissão de Investimentos e Desenvolvimento Econômico (CIDE). Durante sua gestão à frente do ministério, apresentou sete projetos de reformas estruturais no setor agropecuário, que acabaram por nunca se concretizarem. Foi candidato a presidência de seu país, em 1971, acompanhado na chapa por Carlos Julio Pereyra, como seu candidato à vice-presidente.
Após o Golpe de Estado no Uruguai em 1973, exilou-se na Argentina e na Europa, e converteu-se em um dos maiores críticos da ditadura civil-militar. Ele e sua família realizaram uma intensa atividade contra o regime de facto, denunciando os crimes da ditadura diante de organismos internacionais e governos democráticos do mundo inteiro. Em 1976, foi aos Estados Unidos para denunciar os abusos aos direitos humanos em seu país. Sua intervenção acabou por influenciar o Congresso dos Estados Unidos a decidir suspender a ajuda militar à ditadura.
Faleceu no dia 15 de março de 1988, em Montevidéu, vítima de um câncer. Está sepultado no Cemitério de Buceo.